# Liza affinis
Liza affinis és un peix teleosti de la família dels mugílids i de l'ordre dels perciformes que es troba a les costes del Pacífic nord-occidental (Japó -llevat del nord de Hokkaido-, Ryukyu, Taiwan i des de Shanghai fins a Hainan).
Pot arribar als 30 cm de llargària total.